# Stegastes xanthurus
Stegastes xanthurus, thường được gọi là cá thia ca cao, là một loài cá biển thuộc chi Stegastes trong họ Cá thia. Loài này được mô tả lần đầu tiên vào năm 1860.
Trong tiếng Hy Lạp, xanthus có nghĩa là "màu vàng", còn oura có nghĩa là "đuôi", ám chỉ sắc vàng ở vây đuôi của loài này (cá con có đuôi màu vàng chanh, cá trưởng thành có màu vàng nhạt).

## Phân bố và môi trường sống
S. xanthurus có phạm vi phân bố ở phía tây Đại Tây Dương. Chúng được tìm thấy từ bang Florida, dọc theo bờ biển Hoa Kỳ, Bermuda, Bahamas đến khắp vịnh Mexico và biển Caribe, bao gồm Trinidad, đảo Serrana và đảo Aves. Ghi nhận tại Brazil là sự nhầm lẫn với loài Stegastes variabilis. S. xanthurus sống xung quanh những rạn san hô và bãi đá ngầm ở độ sâu khoảng 60 m trở lại.

## Mô tả
S. xanthurus trưởng thành dài khoảng 12 cm. Đầu và thân của S. xanthurus có màu nâu xám; chuyển thành vàng nhẹ ở bụng và ngực. Vây ngực, vây đuôi và vây hậu môn có màu vàng xám. Mống mắt màu vàng, có vòng xanh lam ở ngoài rìa. Cá con có màu nâu xám sẫm được phủ các đốm màu lam sáng; đốm đen lớn ở vây lưng.
Số ngạnh ở vây lưng: 12; Số vây tia mềm ở vây lưng: 14 - 17; Số ngạnh ở vây hậu môn: 2; Số vây tia mềm ở vây hậu môn: 12 - 15; Số vây tia mềm ở vây ngực: 18 - 21.
Thức ăn của S. xanthurus là rong tảo và các loài động vật không xương sống (hải tiêu, bọt biển, hải quỳ), cá con ăn giáp xác nhỏ và giun biển. S. xanthurus sống đơn độc, có tính lãnh thổ cao và rất hung hăng, đặc biệt vào mùa sinh sản.